# Ovidiu Teodor Crețu
Ovidiu Teodor Crețu (n. 15 februarie 1953, Cluj, România) este un fost senator român în legislatura 2004-2008 ales în județul Bistrița-Năsăud pe listele partidului PSD. Ovidiu Teodor Crețu a demisionat din Senat pe data de 23 iunie 2008 și a fost înlocuit de senatorul Ileana Moldoveanu. În cadrul activitățiisale parlamentare, Ovidiu Teodor Crețu a fost membru în grupurile parlamentare de prietenie cu Republica Coreea, Republica Malta și Regatul Norvegiei. Ovidiu Teodor Crețu a înregistrat 100 de luări de cuvânt în 73 de ședințe parlamentare. Ovidiu Teodor Crețu a fost membru în următoarele comisii: 
- Comisia economică, industrii și servicii (din feb. 2008)
- Comisia pentru privatizare și administrarea activelor statului (feb. 2005 - feb. 2008)
- Comisia pentru buget, finanțe, activitate bancară și piață de capital (dec. 2007 - feb. 2008)
- Comisia pentru muncă, familie și protecție socială (până în feb. 2008).

În iulie 2008 a fost ales în funcția de primar al municipiului Bistrița, iar în 2012 și 2016 a fost reales în aceeași funcție.